# Conciles d'Arles
Différents conciles ou synodes se sont tenus à Arles dès le IVe siècle.

## Historique

### AuIVesiècle

#### Le concile de 314
Ce concile, organisé par l'empereur Constantin Ier après un premier concile tenu à Rome en 313, réaffirme la condamnation du donatisme. Il réunit 16 évêques dont certains de régions lointaines, Bretagne, Galice ou Germanie.

#### Le concile de 353
Un autre suit en 353, à l'instigation du fils de Constantin, Constance II. Présidé par Saturnin, évêque de la ville, il traite essentiellement de l'arianisme.
Sur l’initiative du pape Libère qui veut réconcilier les évêques encore divisés et rétablir les ariens dans la communion, l’empereur Constance, se trouvant à Arles, décide que le concile s’y tiendra. Il en arbitre les séances et réclame la condamnation d’Athanase d'Alexandrie, qui s’oppose à l’arianisme et à son autorité. Deux légats (dont un se nommait Vincent) du pape Libère prendront place lors des séances, signeront la décision du concile, acte que le pape Libère approuvera à leur retour et qui lui vaudra un anathème de la part d'Hilaire de Poitiers.
Les actes de ce concile sont perdus et l’on ne sait de son déroulement que ce qu’en ont dit des chroniqueurs hostiles à Constance et à sa politique théologique. Apparemment, l’empereur interdit toute discussion de fond aux évêques; il entend seulement leur faire condamner Athanase, son adversaire le plus résolu.
Un édit s’ajoute, pour menacer d’exil les récalcitrants. Tous les évêques présents – et Saturnin d’Arles en particulier – s’inclinent donc, à l’exception de Paulin de Trèves fidèle à Athanase, qui est comme il se doit, déposé et exilé en Asie Mineure.

### AuVesiècle
- En 435 - Le jour de l'An 435, se tient un concile pour régler le conflit qui venait de naître entre l'abbé de Lérins et l'évêque de Fréjus (ATTENTION, confusion possible avec celui de 454).
- En 443 - Le synode provincial contient 56 canons et proclame que les néophytes (nouveaux convertis) ne peuvent prétendre aux ordres majeurs ainsi que les conditions d'élection des évêques. Présidé par Hilaire, évêque d'Arles, il fait suite aux conciles de Riez (29 novembre 439), d'Orange (441) et de Vaison (442).
- En 451 - Concile de 44 évêques, présidé par Ravennius, évêque d'Arles. Certains fixent ce concile un an plus tard, en 452.
Le Concile d'Arles précise la discipline ecclésiastique et les pratiques religieuses. Il ordonne par exemple que si quelqu'un allume des flambeaux, rend un culte à des arbres, à des fontaines ou à des pierres, ou bien néglige de les détruire, il soit réputé coupable de sacrilège. Ce même concile fait état de certaines apostasies parmi les Gaulois orthodoxes en contexte arien.

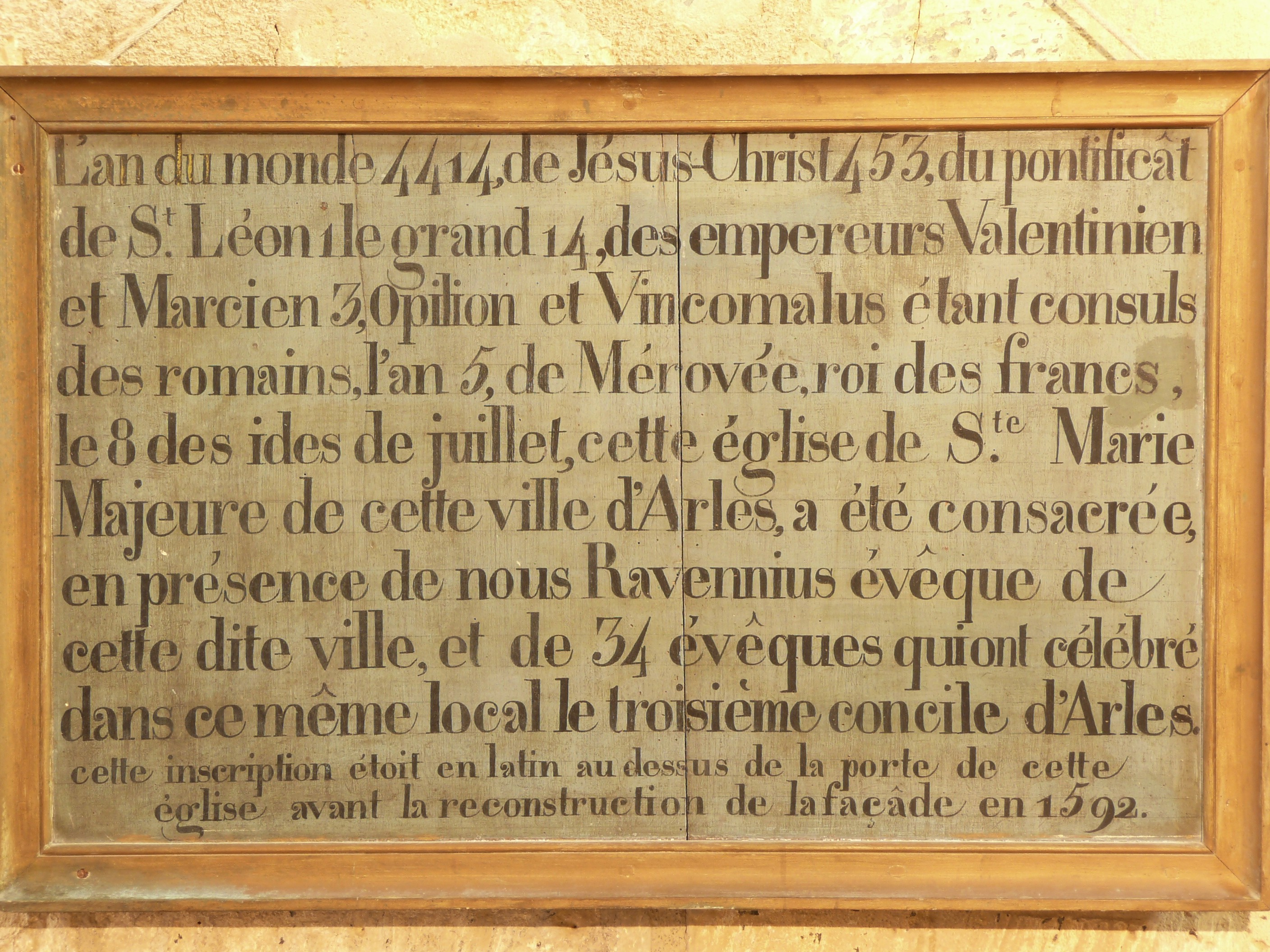
Date de consécration mentionnée sur un relevé, affiché dans la chapelle Saint-Martin de l'église Notre-Dame-la-Major, d'une inscription gravée sur la façade et disparue en 1592 lors de sa réfection

- En 453 / 454 - Concile d'Arles composés de 13 évêques et présidé par Ravennius, pour régler le litige juridictionnel survenu entre l'abbé de Lérins Fauste et l'évêque Théodore de Fréjus; une autre date est également avancée pour ce concile : 455. 
En fait, il s'agit d'une affaire de pouvoir entre l'abbé et l'évêque. Ce dernier, se fondant sur ce que les îles de Lérins dépendent de son diocèse, veut s'arroger une pleine et entière juridiction sur les moines ; Fauste en soutenant les droits de sa charge avec énergie déplut à l'évêque qui l'interdit de l'exercice de sa dignité. Cet acte de rigueur cause quelque scandale et l'abbé de Lérins tout en se soumettant à l'injonction qui le dépossède de ses prérogatives soumet la question à la décision du Concile qui se réunit à Arles pour vider cette affaire. 
  - En 455, le concile d'Arles, présidé par Ravennius, règle le litige juridictionnel survenu entre l'abbaye de Lérins et l'évêque Théodore de Fréjus, et précise les prérogatives de l'évêque et de l'abbé.
  - Le concile s'ouvre le 4 décembre 453 sous la présidence du métropolitain Ravennius avec treize prélats.
Deux d'entre eux, Maxime de Riez et Valérien de Cimiez, plaident la cause de l'abbé de Lérins. Le concile ordonne que l'évêque de Fréjus se contente des satisfactions que lui fera Fauste, et que celui-ci sera rétabli au plus tôt dans le gouvernement de son monastère. En outre, il dispose que les moines qui ne sont pas dans les saints ordres relèveront uniquement de l'abbé chargé de les gouverner, mais que les religieux destinés aux saints ordres ne seront ordonnés et confirmés que par l'évêque diocésain. Cette sage décision rétablit la bonne harmonie entre les deux parties.
- En 462 - Le synode d'Arles étudie les problèmes relatifs au siège épiscopal de Narbonne, ville récemment prise par le wisigoth Théodoric II
- En 463 - Concile, présidé par l'évêque d'Arles, Léonce, relatif à un conflit entre Arles et Vienne.
Il s'agit de l'affaire de saint Mamert (évêque de Vienne), qui contre les derniers règlements du pape Léon décédé en novembre 461, avait ordonné un évêque à Die probablement en 462, alors que ce diocèse relève du métropolitain Léonce. L'affaire est portée à Rome, où le pape Hilaire tranche en faveur de l'évêque d'Arles (cf. lettre du 3 décembre 462 adressée aux évêques des 5 provinces) à qui il demande de faire respecter sa décision.
  - En 463, un concile se tient dans la cité pour régler un conflit entre les évêchés d'Arles et de Vienne.
  - Le primat Léonce, présidant le concile d'Arles, déclare que le droit de l'évêque de Rome sur la délimitation de quelques diocèses et provinces des Gaules méridionales lui est venu d'une décision de l'empereur ; et donc, explique-t-il, il s'agissait d'obéir à l'empereur en respectant cette décision.
- Entre 470 et 480, probablement en 474 - Nous disposons de plusieurs informations relatives à un concile présidé par l'évêque d'Arles, Léonce, concernant l'enseignement de Lucidus; d'après les historiens, 474 est la date la plus probable de cette assemblée.
Pour mémoire le prêtre Lucide, attaché à ce qu'on croit à l'église de Marseille, avait propagé à la suite d'Augustin d'Hippone, l'hérésie de la prédestination en niant la coopération du libre arbitre avec la grâce.
  - En 475,un concile regroupant vingt-neuf évêques, condamne la doctrine de prédestination enseignée par Lucidus, qui avait jeté le trouble dans les églises de la Provence, est convoqué par le métropolitain d'Arles: Léonce. Participe à ce concile: Saint Patient, de Lyon, saint Mamert, de Vienne (+ vers 475), Euphrone, saint évêque d'Autun. Le fautif présent se rétracta. Le dogme catholique fut exposé dans une lettre rédigée par l'évêque de Riez Fauste et que signa saint Euphrone d'Autun[5].
  - En 476, le concile d'Arles et celui de Lyon en 477, animés par saint Patiens de Lyon, condamnent l'augustinisme.
- En 490-502 - Textes canoniques (1997 CDPRZ). / à valider /

### AuVIesiècle
- En 524 - Concile d'Arles (dit concile d'Arles IV) présidé par l'évêque d'Arles Césaire à propos des ordinations[6]. Il se tient le 6 juin 524 à l'occasion de la dédicace de la basilique Sainte Marie. Césaire y insiste également sur la nécessité de la prédication.

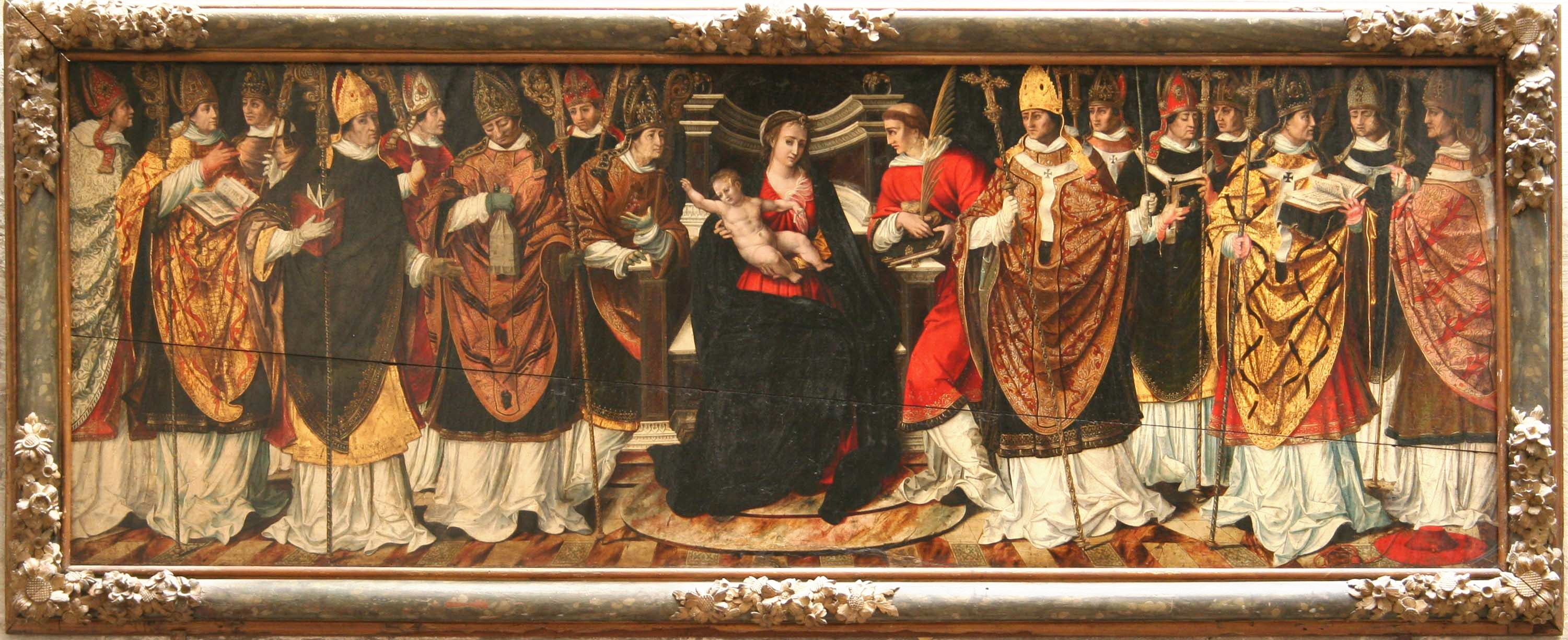
Concile provincial, panneau sur bois, représentant Contumeliosus, l'évêque de Riez, déposé..

Il marque la volonté de Césaire de réunir régulièrement des conciles provinciaux dans les différentes cités épiscopales dont il était le métropolitain, afin d'y rappeler la discipline. Les suivants furent réunis à Carpentras en 527, Vaison en 529 et Marseille en 533 (où Contumeliosus, l'évêque de Riez, fut déposé,). Cette série de conciles fut dominée par la personnalité de Césaire.
Pour mémoire, rappelons que l'évêque d'Arles a été un remarquable prédicateur dont les homélies relativement courtes (pour l'époque) rappellent les notions élémentaires de la loi divine. Initiateur de la morale chrétienne dans les masses rurales, ses homélies ont servi d'exemples aux missionnaires des siècles suivants.
- En 554 - Ce concile, appelé parfois le 5e concile d'Arles s'est tenu le 28 juin 554, sous Childebert Ier et au cours duquel l'église Notre-Dame est consacrée. Il réunit 18 diocèses, dont 11 évêques présents et adopta sept canons.

- Vers 590 - Quelques documents indiquent un concile à cette date. 
  - Saint-Véran, évêque de Cavaillon... serait mort un 13 novembre vers l'an 590 dans la ville d'Arles où il s'était rendu pour un concile.

L'archevêque de la ville préside également de nombreux conciles nationaux : à Paris en 552 et 573, à Orléans en 541 et 549 ou en des villes plus proches telles que Mâcon en 581 et 585, Lyon en 570 et Valence en 574.

### Entre lesVIIeetXesiècles
- En 682 - Concile présidé par l'évêque d'Arles Felix au sujet du célibat des prêtres.
- En 813 - En mai 813, pour remédier à l'état de l'Église, quatre conciles se tiennent sur l’ordre de Charlemagne dans les villes de : Mayence, Tours, Chalon-sur-Saône et Arles. 
Celui d’Arles à Saint-Trophime est présidé par Jean II archevêque de la cité secondé par Nimfridius, abbé de Lagrasse et archevêque de Narbonne. Ces conciles abordent tous les aspects de la vie religieuse : problème dogmatique (il est traité des questions de foi) ; problème de discipline ecclésiastique (de la situation de ses chefs et serviteurs). Mais ces conciles ne décident rien. Ils font des propositions de réforme à l'empereur (quarante trois chapitres), et c'est Charlemagne qui se réserve le choix de décider des mesures à appliquer. 
Rien n'indique mieux la place prise par l’empereur dans l'Église que la manière dont les évêques et les abbés terminent leurs délibérations à ces conciles, notamment au concile d'Arles : voilà les articles que nous avons rédigés ; nous décidons qu'ils seront présentés au Seigneur Empereur, afin que sa sagesse ajoute ce qui y manque, corrige ce qui est contre la raison, et que ce qu'elle y reconnaîtra de bon, elle le promulgue et le rende exécutoire.

### Après l'an 1000
- En 1037 et 1041 - Les conciles tenus à Arles et présidés par Raimbaud de Reillanne, archevêque d'Arles, précisent les règles de la Paix de Dieu : les chevaliers ont interdiction de faire la guerre, d'abord le samedi, puis du mercredi soir jusqu'au lundi matin.
- En 1059 - ...

Au XIIIe siècle, sept conciles provinciaux se tiennent à Arles.
- En 1205 - Concile d’Arles tenu par le légat Pierre de Castelnau
- En 1234 - Un concile se tient en juillet sous la présidence de Jean Baussan, archevêque d'Arles. Ce concile condamne les confréries, encourage les délations d'hérédiques et impose un contrôle ecclésiastique des testaments. Il reprend le modèle légatin et épiscopal de l'inquisition ; le 8 juillet 1234, réunion d'un concile provincial à Arles[12].
- En 1236 - Un nouveau concile se tient en novembre sous la présidence de Jean Baussan, archevêque d'Arles. 
Il contient 24 canons, principalement contre l'hérésie cathare et pour l'application des dispositions prises lors des conciles du Latran (1215) et de Toulouse (1229).
Il est demandé aux évêques une inspection minutieuse de leur diocèse pour éviter la propagation de l'hérésie. De même, ce concile déclare invalides tous les testaments réalisés sans la présence d'un prêtre; cette dernière mesure dans l'optique d'éviter des testaments en faveur d'hérédiques déclarés. Ce concile condamne les confréries, encourage les délations d'hérédiques et impose un contrôle ecclésiastique des testaments. Il reprend le modèle légatin et épiscopal de l'inquisition.
- En 1263 - Concile présidé par Florentin, archevêque d'Arles (1262-1266) où est condamnée la doctrine de l’Évangile éternel (Joachim de Flore). La condamnation d'Aristote est rappelée.
- En 1270 : le 15 juillet 1270, concile provincial dans l'église métropolitaine[13].
- En 1275 - Au cours de ce concile, comme lors des synodes de Nîmes (1252), d'Albi (1254), de Cahors-Rodez-Tulle (1318) et de Meaux (1365), il est recommandé que toutes les églises aient au moins un calice en argent. Il est présidé par l'archevêque d'Arles, Bernard de Languissel[14].

### AuXIVesiècle
Aucun concile provincial

### AuXVesiècle
- En 1448, fin novembre - Concile tenu à Arles par Pierre de Foix, avec le titre de légat du pape (il ne sera archevêque d'Arles qu'en 1450) ; en 1448, il faut se rappeler que le diocèse d'Arles n'a plus d'archevêque à la suite de l'excommunication de Louis Aleman en 1440[15]
- En 1457 (ou 1453 ?) - Concile présidé par Pierre de Foix, archevêque d'Arles